# Cheeky Parade PREMIUM LIVE「THE FIRST」
Cheeky Parade PREMIUM LIVE「THE FIRST」（チィキィパレード プレミアムライブ ザ・ファースト）は、2014年8月6日に発売されたCheeky Paradeのライブ・ビデオである。

## 概要
2014年3月22日に東京・品川ステラボールで行われた、Cheeky Parade（以下、チキパと略す）初のワンマンライブを収録した映像作品集。
チキパはメジャーデビュー後の2013年1月13日に開催された『SUPER☆GiRLS 新春LIVE アイドルストリートカーニバル2013』において、会場となった日本青年館にて同年10月14日に単独ライブを行うことを発表。「（わずか9か月で）ライブを重ねてお客さんをゲットします」と意気込んでいたが、実力不足でチキパ単体での集客が見込めないという事情から、所属レーベルであるiDOL Street全体でのフリーライブ『アイドル収穫祭〜iDOL Street EXPO 2013〜』に変更となった。その後同年10月26日に開催された『@JAM the Field vol.4』（於：SHIBUYA-AX）に出演したチキパは、2014年3月22日に品川ステラボールでワンマンライブを行うことを正式に発表した。この5か月越しのワンマン実現について鈴木友梨耶は「夢を夢で終わらせないで良かった。そして私やチキパの夢を自分たちの夢だと言って下さったファンがいたことが本当に嬉しいです。」と感謝の言葉を述べている。
本公演の映像演出は、これまでにチキパのMVを手掛けたROBOTが制作。14m×5mの巨大スクリーンを駆使しながら、“チキノロジー”（チキパ×テクノロジー）という特殊効果を生み出した。
初回生産分はスリーブケース仕様で、ライブの模様を収めた生写真（9種類のうち1枚）が封入。Blu-ray Discでは特典映像として「9人それぞれの-THE FIRST-」と題したメンバー・インタビューが収録されている。
2014年8月23日にエイベックス本社ビル内で『夏スタイルのチキパでチェキ会!』と題したリリースイベントを開催。通販サイト「ミュゥモショップ」での予約者が限定招待された。

## 公演データ
| 日付                       | 2014年3月22日（土曜日）                                                                                |
| 会場                       | 品川ステラボール                                                                                       |
| 開場／開演 （いずれもJST） | 1部：12:00／13:00 2部：16:00／17:00                                                                    |
| 映像演出                   | クリエイティブ・ディレクター：森田亮 インタラクティブ・ディレクター：田中朝子 プロデューサー：紙谷崇之 |

## 収録トラック
※アンコール（#16 - #19）は2部の映像が使用されており、1部とは楽曲が異なる。
1. C.P.U !?
2. チェケラ
3. チィキィファイター
4. Tactics
5. 放課後カタルシス
6. 自己紹介（MC）
7. 年上コイモヨヲ（Vocal：関根優那・鈴木友梨耶・永井日菜）
8. 宇宙飛行センセーション（Vocal：小鷹狩百花・鈴木真梨耶）
9. 恋テレポーテーション（Vocal：渡辺亜紗美・島崎莉乃・山本真凜・溝呂木世蘭）
10. DANCERS ANTHEM
メンバーによるダンス・パフォーマンス。振付はB.M.H.（ばい菌持ってる鳩）が手掛けた[11]。
11. Together
本公演の3か月後に発売されたミニ・アルバム表題曲[3]。
12. BUNBUN NINE9’
先述のミニ・アルバムのLoppi・HMV限定盤に、このライブ音源がボーナストラックとして収録されている。
13. Challenger
14. 無限大少女∀
15. Cheeky dreamer
16. dIscovery
先述のミニ・アルバム収録曲[3]。
17. 絶対!Love Magic
18. チィキィファイター
19. HAPPY DAYS